# Erika Metzger
Erika Metzger (* ??; † ??) war eine deutsche Tischtennisspielerin, die in Berlin lebte. 1928 gewann sie die erste deutsche Medaille bei einer Tischtennis-Weltmeisterschaft.
Nachdem Metzger 1927 die internationalen deutschen Meisterschaften in Berlin gewonnen hatte, wurde sie in der deutschen Rangliste 1928 und 1929 auf dem 1. Rang geführt.
Damit war sie die erste Frau, die vom Deutschen Tischtennis-Bund für eine Weltmeisterschaft gemeldet wurde. Als einzige Deutsche nahm sie 1928 an der WM teil. Auf Anhieb belegte sie den 2. Platz: Im Endspiel unterlag sie der damaligen ungarischen Weltklassespielerin Mária Mednyánszky mit 0:3. Auch im gemischten Doppel gewann sie die Silbermedaille. Dies waren die ersten Medaillen, die deutsche Teilnehmer bei einer WM gewinnen konnten.
Bei der nächsten WM errang sie ihren größten Erfolg: Im Doppel wurde sie zusammen mit Mona Rüster Weltmeister. Dabei setzten sie sich auch gegen die Favoriten Mária Mednyánszky/Anna Sipos aus Ungarn durch.
Nach 1929 verlieren sich die Spuren von Erika Metzger.

## Erfolge
- Weltmeisterschaften
  - 1928 in Stockholm: 2. Platz Einzel, 2. Platz Mixed mit Dániel Pécsi (HUN), Viertelfinale Doppel
  - 1929 in Budapest: 1. Platz Doppel mit Mona Rüster, Viertelfinale Einzel, Viertelfinale Mixed

- Internationale Deutsche Meisterschaften
  - 1927 Berlin Einzel 1. Platz, Doppel 2. Platz mit Wirtz, Mixed 2. Platz mit Dániel Pécsi (HUN)
  - 1928 Krefeld Einzel 2. Platz, Mixed 1. Platz mit Dániel Pécsi (HUN)

- Internationale Meisterschaften
  - 1928 England Einzel 1. Platz, Mixed 1. Platz mit Dániel Pécsi (HUN)
  - 1929 Schweiz Einzel 1. Platz, Doppel 1. Platz mit Ingeborg Carnatz

## Turnierergebnisse
| Verband | Veranstaltung     | Jahr | Ort       | Land | Einzel        | Doppel        | Mixed         | Team |
| ------- | ----------------- | ---- | --------- | ---- | ------------- | ------------- | ------------- | ---- |
| GER     | Weltmeisterschaft | 1929 | Budapest  | HUN  | Viertelfinale | Gold          | Viertelfinale |      |
| GER     | Weltmeisterschaft | 1928 | Stockholm | SWE  | Silber        | Viertelfinale | Silber        |      |